# 無外流居合兵道
無外流居合兵道（むがいりゅういあいへいどう）は、中川申一（武号・士龍）が、戦後に無外流高橋派剣術とそれに併伝されていた自鏡流居合を再編成した居合流派。

## 概要
中川申一は、「警視庁の三郎三傑」の一人である高橋赳太郎より、無外流高橋派剣術と自鏡流居合を学んだ。その後、高橋の紹介で、同じく「三郎三傑」の一人の川崎善三郎より、無外流土方派の剣術と居合を学んだ。
無外流高橋派では併伝している自鏡流居合には座位から抜刀する業しか無かったが、中川が再編した無外流居合兵道の内容は立居合も多く含まれており、高橋派の自鏡流居合とは大きく異なる。
突きと逆袈裟斬りが主体であり、徹底して華美を排した質実剛健な居合術とされる。空手家の大山倍達は無外流居合兵道を見て、「日本には居合の流儀はいくつもあるが、無外流ほど実戦的な居合はない」と評したという。